# M/S Waxholm II
Ej att förväxla med S/S Waxholm II
M/s Waxholm II är ett svenskt passagerarfartyg, som beställdes år 1983 av Waxholms Ångfartygs AB.
Fartyget var fram till början av 2000-talet, tillsammans med systerfartyget M/S Waxholm I, ryggraden i vintertrafiken i Stockholms mellersta skärgård på de längre traderna till Möja och Husarö.